# Bragg-Inseln
Die Bragg-Inseln sind eine kleine Inselgruppe vor der Loubet-Küste des Grahamlands auf der Antarktischen Halbinsel. Sie liegen im Crystal Sound in einer Entfernung von 11 km nördlich des Kap Rey, das am westlichen Ende der Pernik-Halbinsel liegt.
Kartiert wurden sie anhand von Luftaufnahmen der US-amerikanischen Ronne Antarctic Research Expedition (1947–1948) und mithilfe von Vermessungen des Falkland Islands Dependencies Survey zwischen 1958 und 1959. Das UK Antarctic Place-Names Committee benannte sie nach dem britischen Physiker William Henry Bragg (1862–1942), der mittels charakteristischer Röntgenstrahlung die Position von Sauerstoffatomen in der Kristallstruktur von Eis bestimmte.